# Divine Intervention (película)
Divine Intervention (en árabe:يد إلهية, Yadon ilaheyya; en español: Intervención divina), es una película de 2002 del director palestino Elia Suleiman.

## Sinopsis
La trama de la película no sigue un desarrollo convencional, sino que se compone de una serie de escenas entrelazadas que giran en torno a tres personajes principales: E.S. (Elia Suleiman), el padre de E.S. (Nayef Daher) y La Mujer (Manal Khader). E.S., un palestino residente en Israel, cuida de su padre enfermo. Está enamorado de una palestina de Ramala, en Cisjordania, pero debido a la situación política no pueden atravesar la frontera y no tienen más remedio que verse en el aparcamiento del puesto fronterizo situado entre las dos ciudades. Las escenas de los encuentros se suceden intercaladas con escenas cotidianas de la vida de un barrio palestino, retratando con humor negro y una ironía acervada los aspectos absurdos de la vida en un territorio bajo ocupación.

## Ficha técnica
- Título en español: Intervención divina
- Título original: Yadon ilaheyya, Divine Intervention: Chronicle of Love and Pain
- Director: Elia Suleiman
- Guionista: Elia Suleiman
- Fotografía: Marc-André Batigne
- Montaje: Véronique Lange
- Dirección artística: Miguel Markin, Denis Renault, Samir Srouji
- Producción: Humbert Balsan, Elia Suleiman
- País: Palestina, Francia, Alemania, Marruecos
- Localizaciones: Jerusalén Este, Nazaret
- Idioma: árabe, hebreo
- Estreno: 19 de mayo de 2002 (Festival de Cannes, Francia)
- Duración: 92 minutes

## Reparto
- Elia Suleiman: E.S.
- Manal Khader: la mujer
- George Ibrahim: Santa Claus
- Amer Daher: Auni
- Jamel Daher: Jamal
- Lufuf Nuweiser: un vecino
- Read Masarweh: Abu Basil
- Bassem Loulou: Abu Amer
- Salwa Nakkara: Adia (como Salvia Nakkara)
- Naaman Jarjoura: tío
- Rama Nashashibi: Um Elias
- Saiman Natour: amigo
- Fairos Hakim: hombre en la parada de autobús
- Khalil Jarjoura: hombre n.º 6
- Hamada Shamout: Basil
- Nazira Suleiman: madre